# Vincenzo Grimani

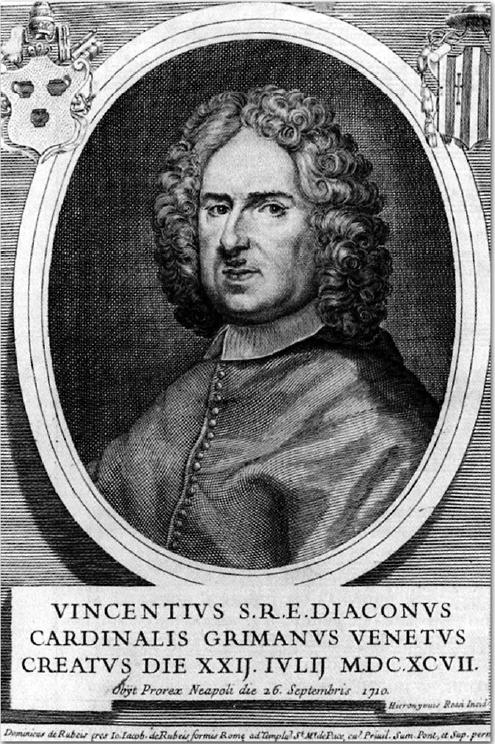
Vincenzo Kardinal Grimani (Porträtstich von Girolamo Grossi, um 1700)

Vincenzo Grimani (* 26. Mai 1653 in Mantua; † 26. September 1710 in Neapel) war ein italienischer Kardinal, Diplomat und Opernlibrettist.

## Leben
Die Grimani gehörten zu den „Case Nuove“ des Patriziats von Venedig; sie stellten drei Dogen der Republik. Vincenzo war der Sohn des Antonio Grimani und der Helena Gonzaga, die aus der Familie der Herzöge von Mantua stammte. Entfernt verwandt war er mit den Kardinälen Domenico Grimani und Marino Grimani.
Grimani war Abt der Abtei Santa Maria di Lucedo im Piemont. Im Konsistorium vom 22. Juli 1697 wurde er von Papst Innozenz XII. zur Kardinalswürde erhoben und erhielt als Kardinaldiakon am 16. Mai 1698 die Titeldiakonie Sant’Eustachio. Von 1708 bis zu seinem Tod 1710 war er habsburgischer Vizekönig von Neapel und kaiserlicher Botschafter beim Heiligen Stuhl.
Aus seiner Feder stammt das Libretto zur Oper Agrippina von Georg Friedrich Händel (1709), zu Elmiro re di Corinto von Carlo Pallavicino, und zum Orazio von Giuseppe Felice Tosi (Venedig 1688). Grimani war der Besitzer des Teatro San Giovanni Crisostomo, des späteren Teatro Malibran in Venedig.
Er starb am 26. September 1710 gegen 7 Uhr morgens in Neapel und wurde zunächst in einer dortigen Kirche bestattet. Seinem Testament entsprechend, wurden seine sterblichen Überreste später nach Venedig überführt und dort in der Kirche San Francesco della Vigna beigesetzt.